# Юрика (Монтана)
Юрика (англ. Eureka) — місто (англ. town) в США, в окрузі Лінкольн штату Монтана. Населення — 1380 осіб (2020).

## Географія
Юрика розташована за координатами 48°52′35″ пн. ш. 115°2′51″ зх. д. / 48.87639° пн. ш. 115.04750° зх. д. (48.876330, -115.047533).  За даними Бюро перепису населення США в 2010 році місто мало площу 2,63 км², уся площа — суходіл.

### Клімат
| Клімат : Юрика                             | Клімат : Юрика | Клімат : Юрика | Клімат : Юрика | Клімат : Юрика | Клімат : Юрика | Клімат : Юрика | Клімат : Юрика | Клімат : Юрика | Клімат : Юрика | Клімат : Юрика | Клімат : Юрика | Клімат : Юрика | Клімат : Юрика |
| Показник                                   | Січ.           | Лют.           | Бер.           | Квіт.          | Трав.          | Черв.          | Лип.           | Серп.          | Вер.           | Жовт.          | Лист.          | Груд.          | Рік            |
| Абсолютний максимум, °C                    | 17,2           | 18,9           | 25,6           | 31,7           | 34,4           | 40,0           | 40,6           | 40,6           | 36,7           | 30,0           | 20,0           | 12,8           | 40,6           |
| Середній максимум, °C                      | −1             | 3,6            | 9,0            | 14,9           | 20,3           | 24,4           | 29,6           | 29,2           | 22,7           | 13,9           | 4,7            | −0,8           | 14,2           |
| Середня температура, °C                    | −4,9           | −1,4           | 3,2            | 7,7            | 12,4           | 16,3           | 19,8           | 19,2           | 13,8           | 7,2            | 0,7            | −3,7           | 7,6            |
| Середній мінімум, °C                       | −8,9           | −6,3           | −3,1           | 0,4            | 4,5            | 8,1            | 10,1           | 9,3            | 4,9            | 0,4            | −3,3           | −7,7           | 0,7            |
| Абсолютний мінімум, °C                     | −37,2          | −34,4          | −25,6          | −13,3          | −5,6           | −2,8           | −1,1           | −1,1           | −7,8           | −17,8          | −33,3          | −45,6          | −45,6          |
| Середня кількість сонячних годин на місяць | 53             | 75             | 112            | 139            | 214            | 262            | 372            | 307            | 225            | 135            | 63             | 41             | 1998           |
| Норма опадів, мм                           | 29             | 19             | 21             | 24             | 43             | 57             | 33             | 28             | 30             | 24             | 30             | 29             | 367            |
| ------------------------------------------ | -------------- | -------------- | -------------- | -------------- | -------------- | -------------- | -------------- | -------------- | -------------- | -------------- | -------------- | -------------- | -------------- |
| Джерело: the weather channel               |                |                |                |                |                |                |                |                |                |                |                |                |                |

## Демографія
Згідно з переписом 2010 року, у місті мешкало 1037 осіб у 442 домогосподарствах у складі 261 родини. Густота населення становила 395 осіб/км².  Було 495 помешкань (188/км²).
Расовий склад населення:
| - 94,8 % — білих - 0,6 % — корінних американців - 0,4 % — азіатів - 1,4 % — осіб інших рас |

До двох чи більше рас належало 2,9 %. Частка іспаномовних становила 4,3 % від усіх жителів.
За віковим діапазоном населення розподілялося таким чином: 23,9 % — особи молодші 18 років, 53,0 % — особи у віці 18—64 років, 23,1 % — особи у віці 65 років та старші. Медіана віку мешканця становила 43,3 року. На 100 осіб жіночої статі у місті припадало 83,2 чоловіків;  на 100 жінок у віці від 18 років та старших — 78,9 чоловіків також старших 18 років.
Середній дохід на одне домашнє господарство  становив 42 538 доларів США (медіана — 26 786), а середній дохід на одну сім'ю — 33 243 долари (медіана — 29 773). За межею бідності перебувало 37,7 % осіб, у тому числі 69,0 % дітей у віці до 18 років та 17,2 % осіб у віці 65 років та старших.
Цивільне працевлаштоване населення становило 360 осіб. Основні галузі зайнятості: будівництво — 28,6 %, освіта, охорона здоров'я та соціальна допомога — 16,9 %, роздрібна торгівля — 16,7 %.